# ヘアバンド

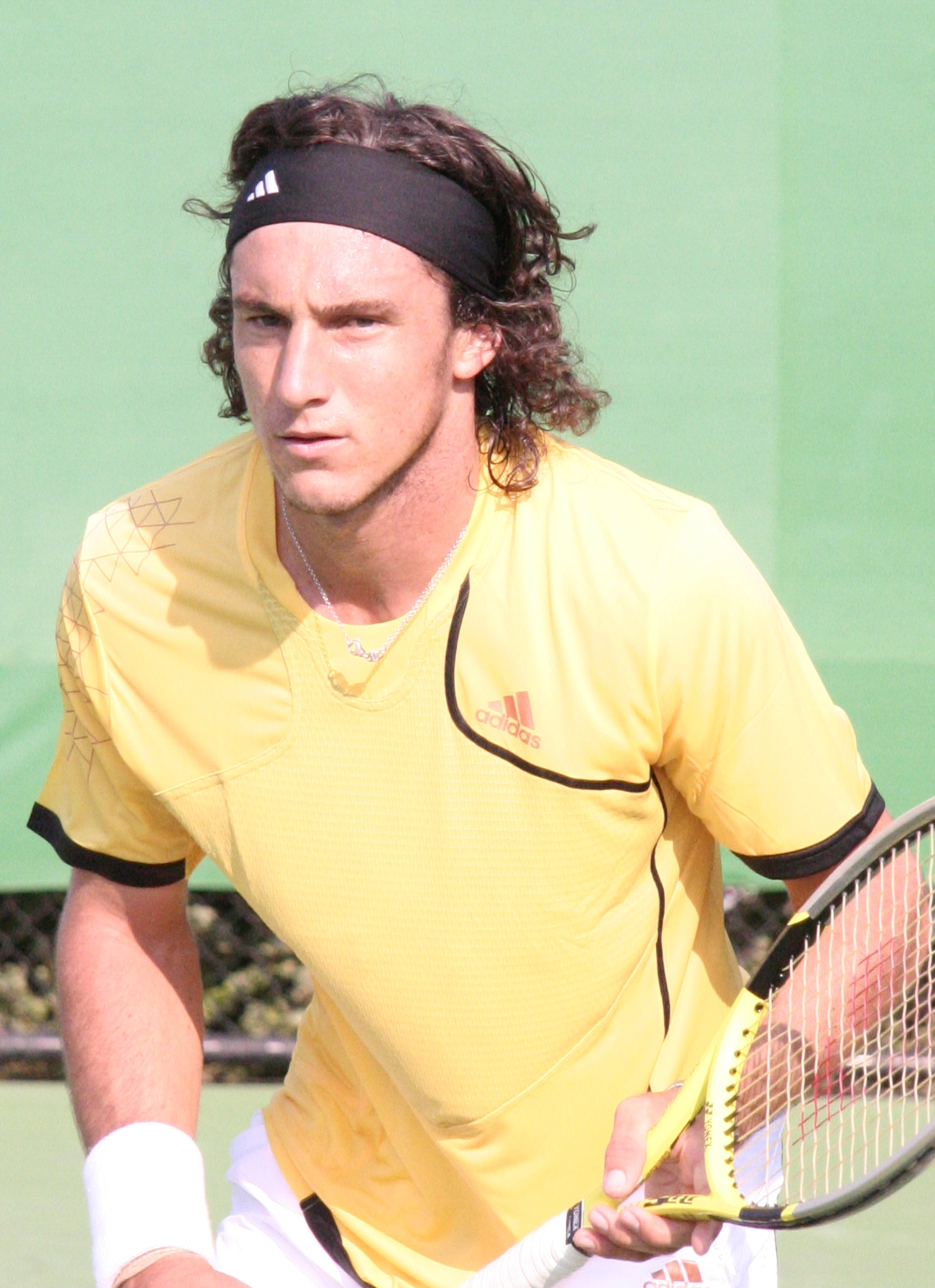
ヘアバンドを身につけたテニス選手

ヘアバンドは、頭部に身につける装身具の一つ。髪の乱れを防ぐなどの目的で用いられる帯状の布やゴム、樹脂製品などのことである。ヘアバンドは和製英語であり、英語圏では一般にヘッドバンド（英: headband）と言う。
また、以下のように形状や素材により、あるいは同じものでも人により異なる呼称が用いられる場合がある。
- ヘアターバン：ある程度幅のある布製で、前方にねじりがあるなど、ターバンを連想させるもの。
- ヘッドゴム：細くてゴム製、あるいはゴムを内蔵するもので、運動時の髪の動きを抑えるためにも使用される。
- カチューシャ：頭にはめるように用いるC字型のものを言う日本独特の呼称（後述）。英語圏ではアリスバンドと呼ばれる。
- カチューム：カチューシャ＋ゴムの意で、カチューシャの切れ目をゴムで繋いで安定度を増したもの（後述）。
- 鉢巻：英語圏では日本の鉢巻きがヘッドバンドと呼ばれることがある。ただし日本で鉢巻がヘッドバンドやヘアバンドと呼ばれることは普通はない。

## 使用目的
髪の毛が長いと、下を向いた時などに髪が顔面に垂れてかぶさり、洗顔や食事、運動などの妨げとなることがある。これを防ぐためにヘアバンドが用いられる。また、運動や調理を行う際に、額の汗を吸収し垂れてこないようにするためにも用いられる。
ファッションとしてもさまざまなデザインのものが装身具として使用される。
他に防寒具としてもヘアバンドは用いられる。これは厚手のニットなどで作られていることが多く、耳を覆い被せるように着用する。

## カチューシャ

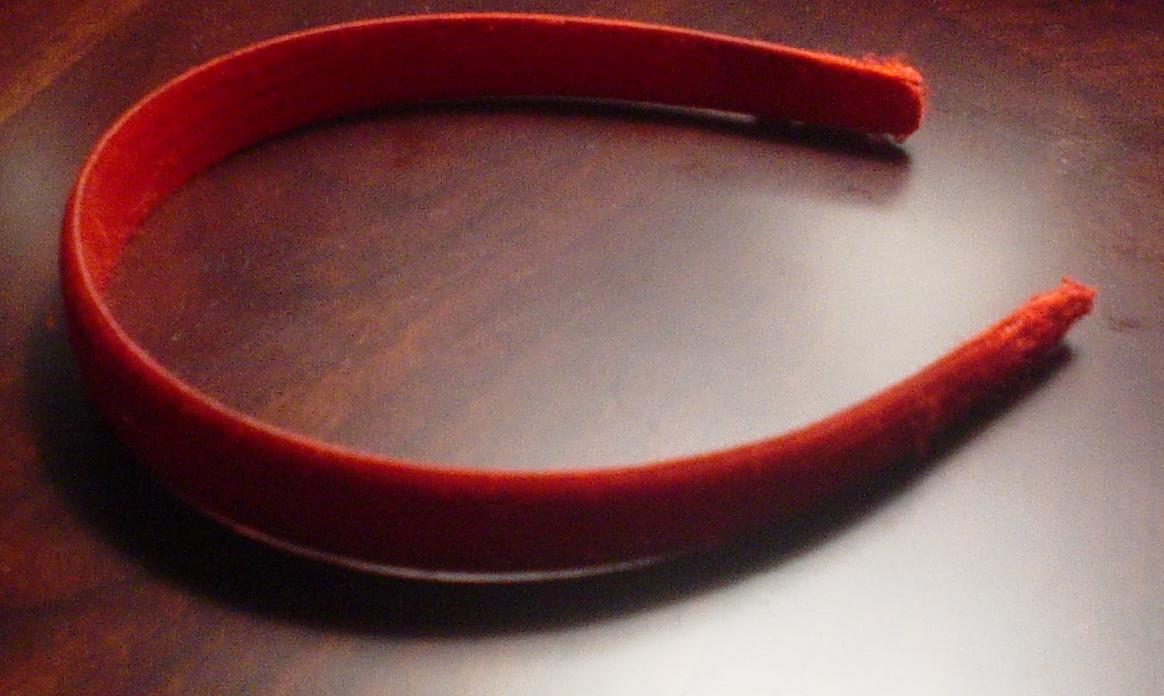
カチューシャ

弾力を持ったC字型の金属やプラスチックで作られたヘアバンドで、日本独自の呼称。C字の開いた部分を広げながら耳の後ろから頭頂部の上に来るように頭にかぶせて使う。
プラスチックや金属の表面を布などで覆ったもの、リボンやラインストーンなどの装飾を施したもの、動物の耳を模した付属物を付けたものなどもある。髪の毛を押さえる効果を上げるために、頭に触れる側には櫛や櫛歯が設けられていることが多い。
カチューシャの名は、トルストイの小説『復活』の主人公の女性「カチューシャ」に由来すると言われ、大正時代にこれを題材にした演劇”復活劇”が、その劇中歌カチューシャの唄とともに大人気を博し、松井須磨子が演じた「カチューシャ」が舞台でこの型のヘアバンドを着けていたのに始まるとの説がある。しかし、帝劇などの松井演じるカチューシャの舞台写真にはヘアバンドが確認されず、島村抱月の台本にも髪に挿すかんざしは出てきても、ヘアバンドに似たものは登場しないなど、この説の信憑性は薄い。
とはいえこの当時、松井演じるカチューシャの人気から、実際には何の関係もないにもかかわらずカチューシャの名を冠した便乗商品が多数出現したと言われ、その中にはカチューシャという名の薬や、カチューシャ櫛、カチューシャリボンなどの装身具もあったとされ、このうちのカチューシャ櫛がC字型カチューシャの由来になった可能性はあり、松井のことが全くの無関係だったとは考えにくい。
一方英語圏では、ルイス・キャロルの『鏡の国のアリス』の主人公のアリスがつけている挿絵やディズニーアニメ映画『ふしぎの国のアリス』でのキャラクターデザインがあることから、Alice band（アリスバンド）と呼ばれる。
中国語では「发箍（髮箍）」（ピンイン fàgǔ：ファーグゥ）と言い、文字通り髪を抑える箍（たが）の意である。

### カチューム
2010年ごろから、「カチューム」と呼ばれるヘアバンドが流行している。
これは「カチューシャ」＋「ゴム」の造語で、カチューシャのような形状にした布やリボン、レースの両端がゴムひもで結んであるもの。
見た目はカチューシャのように見えるが、カチューシャよりも装着感が良く、ずれにくいとされる。